# Whitegate (comté de Clare)
Whitegate (en irlandais : An Geata Bán, la barrière blanche) est un village sur la route R352, à l'extrême nord-est du comté de Clare, en Irlande.

## Géographie
Le village le plus proche, Mountshannon se trouve à 5 km au nord-ouest. Le rivage de Lough Derg est à 2 km à vol d'oiseau.
Des maisons ont été construites le long de la rue principale. « The Half Barrel » et « The Nightingale » sont les pubs locaux.
Au point de vue religieux, la localité fait partie de la paroisse catholique de Mountshannon-Whitegate. L'ancienne église locale, désaffectée, est devenue un entrepôt et un lieu de dépôt pour le bois. 
Une nouvelle église a été érigée en 1969.

## Voir aussi

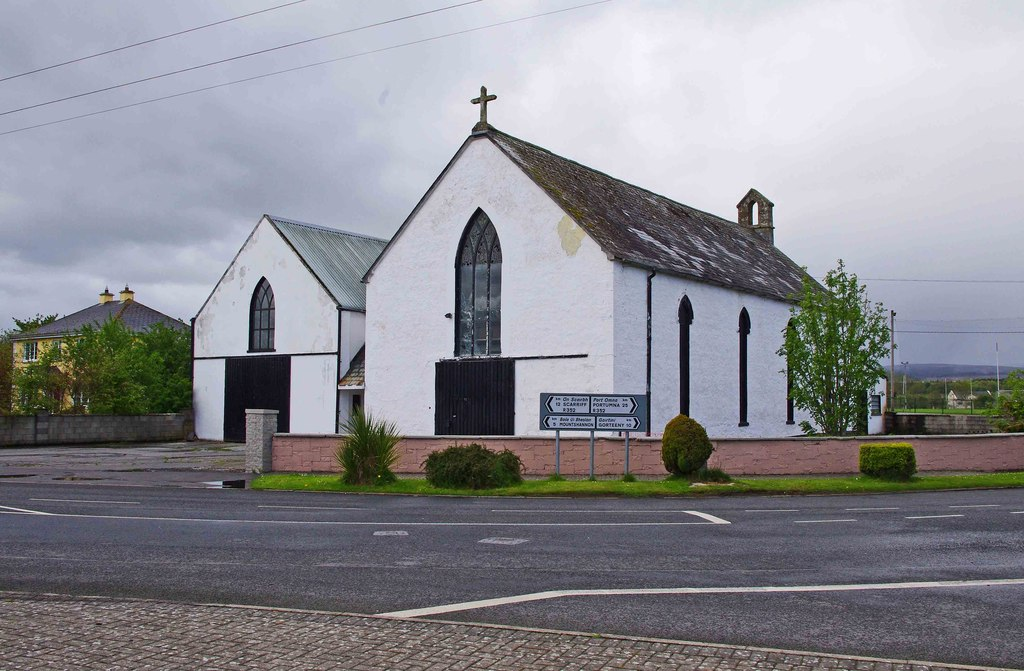
L'ancienne église.